# Éric Albert (psychiatre)
Ne doit pas être confondu avec Éric Albert.
Éric Albert, né le 18 avril 1958, est un psychiatre, consultant et essayiste français. 

## Biographie
Éric Albert fait ses études à la faculté de médecine à Cochin Port-Royal où il obtient son diplôme de médecin en 1984. Il obtient un DEA en psychopathologie et psychobiologie des comportements et passe l'internat de médecine. Il ouvre d'abord son cabinet en libéral puis fonde l'Institut français d’action sur le stress (IFAS) qu'il dirige ensuite avec Jean-Luc Emery et Laurence Saunder.
L’IFAS devient USIDE en 2014, cabinet de référence dans l’accompagnement et le coaching des dirigeants de grands groupes. Uside rejoint Sia Partners en 2021 où il développe cette practice au sein du groupe en France et à l’international.

### Activités éditoriales
Il publie en 1998 Le manager est un psy,,,,,, puis  N’obéissez plus en 2001, co-écrit avec Daniel Nguyen Nhon, pour lequel les auteurs obtiennent le prix du livre RH 2002 et la mention spéciale management du jury du Grand prix du management 2001,,,, et Partagez le pouvoir, c'est possible en 2014,,,.
Éric Albert est chroniqueur régulier dans la rubrique « Les Échos Executives » du journal Les Échos depuis 2009.

## Publications

### Ouvrages personnels
- Comment devenir un bon stressé Odile Jacob, 1994  (ISBN 2-7381-0271-9)[22]
- Guide de la gestion du stress, Eds City and York, 1995  (ISBN 2-8423-2002-6)
- Le manager durable, Éditions d’organisation, 2004  (ISBN 2-7081-3182-6)
- Managers, Faites-en moins!, Éditions d’organisation, 2005  (ISBN 2-2125-3901-0)
- Le management en questions, Eyrolles, 2012  (ISBN 2-2125-5364-1)
- Partager le pouvoir, c'est possible, Albin Michel, 2014 (ISBN 2-2262-5476-5)

### Ouvrages collectifs
- avec L. Chneiweiss, L’anxiété au quotidien, Odile Jacob, 1990  (ISBN 2-7381-0186-0)
- avec A. Braconnier, Tout est dans la tête, Odile Jacob, 1992  (ISBN 2-7381-0184-4)
- avec J.L. Emery, Le manager est un psy, Éditions d’organisation, 1999  (ISBN 2-7081-2132-4)
- avec J.L. Emery, Au lieu de motiver, mettez-vous donc à coacher!, Éditions d’organisation, 1999  (ISBN 2-7081-2345-9)
- avec D. N. Nhon, N’obéissez plus!, Éditions d’organisation, 2001  (ISBN 2-7081-2592-3)[23]
- (coll.) Pourquoi j’irais travailler, Éditions d’organisation, 2003  (ISBN 2-7081-2995-3)
- avec L. Saunder, Stress.fr: comment l’entreprise peut-elle agir face au stress de ses collaborateurs?, Eyrolles, 2010  (ISBN 2-2125-4623-8)
- avec J.L. Emery, Le manager est un psy, Éditions d’organisation, 2019  (ISBN 2-2125-7169-0)